# Напади на касарне ЈНА у Хрватској
Напади на касарне ЈНА у Хрватској или Битка за касарне у Хрватској познато као и Рат за војарне је била је серија окршаја који су се одиграли средином и крајем 1991. године између Збора народне гарде (ЗНГ, касније преименован у Хрватска војска) и хрватске полиције са једне стране и ЈНА са друге. Битка се водила око бројних објеката ЈНА у Хрватској, почевши када су хрватске снаге блокирале касарне, складишта оружја и друге објекте. Званично је почела 14. септембра; циљ је био да се неутралишу положаји ЈНА на територији под контролом ЗНГ и да се обезбеде залихе оружја и муниције за слабо наоружани ЗНГ.
Битка за касарне представљала је ескалацију сукоба између хрватских власти и хрватских Срба који су отворено побунили у августу 1990. године и настојања ЈНА да сачува југословенску федерацију. У исто време, Хрватска је предузимала кораке ка стицању независности од Југославије. Битка за касарне претходила је почетку операција ЈНА у Хрватској — у које су почетком септембра увршћени планови за деблокаду касарни. Међутим, напредовање ЈНА је углавном заустављено од стране ЗНГ, и тек је мали број објеката успео да буде деблокиран.
ЗНГ и полиција су заузели мање, изоловане објекте ЈНА, као и велики број великих складишта и касарни–укључујући и целокупни 32. корпус ЈНА у Вараждину. Ово је хрватским снагама обезбедило значајну количину оружја–укључујући 250 тенкова, стотине артиљеријских оруђа и велике количине малог наоружања и муниције–што је било од кључне важности за одбрану од напредовања ЈНА у раној фази рата у Хрватској. Неки објекти ЈНА су предати без борбе, док је у другим местима пружен оружани отпор. У појединим случајевима дошло је до цивилних жртава, јер су касарне биле смештене у урбаним срединама. Против појединих лица подигнуте су кривичне пријаве за злостављање или убиство заробљених припадника ЈНА, као и за ратне злочине против цивилног становништва, али већина осумњичених је и даље у бекству.
У новембру, ЈНА и Хрватска постигле су више споразума о окончању блокаде и повлачењу ЈНА из Хрватске.

## Позадина
Године 1990, етничке тензије између Срба и Хрвата појачале су се након изборног пораза владе Социјалистичке Републике Хрватске од стране Хрватске демократске заједнице (ХДЗ). Југословенска народна армија (ЈНА) је одузела оружје Територијалне одбране (ТО) Хрватске како би умањила могућност отпора.  
Дана 17. августа, тензије су ескалирале у отворену побуну хрватских Срба, концентрисану у претежно српским подручјима далматинског залеђа око Книна (око 60 kilometres (37 miles) североисточно од Сплита), као и у деловима Лике, Кордуна, Бановине и источне Хрватске. Србија, уз подршку Црне Горе и својих покрајина Војводине и Косова, безуспешно је покушала да добије одобрење Председништва СФРЈ за операцију ЈНА ради разоружавања хрватских снага безбедности у јануару 1991. Захтев је одбијен, а безкрвни окршај између српских побуњеника и хрватске специјалне полиције у марту навео је ЈНА да сама затражи од Председништва ратна овлашћења и проглашење ванредног стања. Иако су захтев подржали Србија и њени савезници, ЈНА је одбијена 15. марта.  
Српски председник Слободан Милошевић, који је више био за кампању проширења Србије него за очување Југославије са Хрватском као федералном јединицом, јавно је запретио да ће заменити ЈНА српском војском и изјавио да више не признаје ауторитет савезног Председништва. Ова претња довела је до тога да ЈНА постепено напусти планове очувања Југославије и пређе на политику проширења Србије, пошто је дошла под Милошевићеву контролу. До краја марта, сукоб је ескалирао до првих смртних жртава. Почетком априла, лидери српске побуне у Хрватској изјавили су намеру да подручја под њиховом контролом припоје Србији, док је Влада Хрватске та подручја сматрала отцепљеним регионима.
Почетком 1991. године, Хрватска није имала редовну војску. Ради јачања одбране, Хрватска је удвостручила број полицајаца на око 20.000. Најефикаснији део састава чинила је специјална полиција са око 3.000 људи, распоређених у дванаест батаљона и организованих по војном принципу. Постојало је и 9.000–10.000 регионално организованих резервних полицајаца у 16 батаљона и 10 чета, али ова резерва није имала довољно оружја. Као одговор на погоршање ситуације, хрватска влада је у мају основала Збор народне гарде (ЗНГ) спајањем специјалних полицијских батаљона у четири професионалне гардијске бригаде са око 8.000 војника, потчињене Министарству одбране на челу са пензионисаним генералом ЈНА Мартином Шпегељом.  
Регионална полиција, која је до тада нарасла на 40.000 људи, такође је прикључена ЗНГ и реорганизована у 19 бригада и 14 самосталних батаљона. Гардијске бригаде биле су једине јединице ЗНГ које су биле у потпуности наоружане малим наоружањем; широм ЗНГ недостајало је тешко наоружање, а није постојала ни развијена команда и контрола. Недостатак тешког наоружања био је толико изражен да је ЗНГ прибегла употреби оружја из Другог светског рата узетог из музеја и филмских студија. У том периоду, хрватске залихе оружја састојале су се од 30.000 малокалибарских пушака купљених у иностранству и 15.000 које је раније поседовала полиција. Тада је формирана и нова специјална полиција од 10.000 људи како би заменила људство које је прешло у гардијске бригаде.

## Претходница
Хрватски погледи на улогу ЈНА у српској побуни постепено су се развијали у периоду јануар–септембар 1991. године. Хрватски председник Фрањо Туђман је у почетку планирао да придобије подршку Европске заједнице (ЕЗ) и САД за Хрватску; одбацио је савете да заузме касарне и складишта оружја ЈНА у земљи. Идеју за заузимање касарни и складишта први је предложио Мартин Шпегељ крајем 1990. године; поново је позвао Туђмана да прихвати план почетком и средином 1991, док се ЈНА борила против ТО Словеније у Десетодневном рату у јуну и јулу 1991. године. Шпегељеве позиве подржао је и Шиме Ђодан, који је у јулу наследио Шпегеља на месту министра одбране. Шпегељ је остао на челу ЗНГ.
Туђманов став био је заснован на уверењу да Хрватска не може добити рат против ЈНА. ЗНГ је била ограничена на одбрану, иако су поступци ЈНА деловали као да су координисани са војним снагама хрватских Срба. Овај утисак је појачан стварањем тампон-зона које је ЈНА успостављала након оружаних сукоба између српске милиције у Хрватској и ЗНГ — ЈНА би интервенисала након што би ЗНГ изгубила територију, остављајући хрватске Србе у контроли подручја која су освојили пре њеног доласка. ЈНА је снабдевала хрватске Србе оружјем, иако је већина тог наоружања стизала из ТО Србије и залиха српског Министарства унутрашњих послова.
У јулу 1991. године, захтеве Шпегеља и Ђодана подржало је више чланова хрватског Сабора током парламентарне расправе. То је навело Туђмана да отпусти Ђодана истог месеца када је постављен за министра одбране, а Шпегељ је поднео оставку 3. августа. Погоршање ситуације у источној Хрватској– укључујући и протеривање ЗНГ из Барање од стране ЈНА, повремене борбе око Осијека, Вуковара и Винковаца– растући губици и све јаче уверење да ЈНА активно подржава српску побуну у Хрватској–приморали су Туђмана на акцију. Дана 22. августа, он је упутио ултиматум савезним југословенским властима тражећи да се ЈНА повуче у своје касарне до краја месеца. Ултиматум је предвиђао да ће, уколико ЈНА не испуни захтев, Хрватска сматрати ЈНА окупационом војском и предузети одговарајуће мере.  
Дана 1. септембра, ЕЗ је предложила примирје и мировну конференцију, што је Туђман упркос свом ултиматуму као и Председништво СФРЈ. Конференција је почела 7. септембра, али само четири дана касније, хрватски члан и председавајући Председништва Стипе Месић наредио је ЈНА да се врати у касарне у року од 48 сати. Овај потез био је мотивисан Туђмановим утиском да ће конференција трајати док ЗНГ губи територију. Иако су други чланови тела оспорили ову наредбу, она је Хрватској пружила оправдање за отворени сукоб са ЈНА.

## Временска линија
Премијер Фрањо Грегурић предложио је Туђману да спроведе Шпегељев план. Према генералу Антону Тусу, Туђман је 12. септембра наредио ЗНГ-у да заузме касарне ЈНА, али је наредбу повукао сутрадан. Наредба је поново уведена 14. септембра након што је Тус молио Туђмана да одобри потез, тврдећи да ЗНГ-у понестаје времена. Истог дана, ЗНГ и хрватска полиција блокирали су и искључили комуналне услуге свим објектима ЈНА до којих су имали приступ, чиме је започела Битка за касарне. Потез је блокирао 33 велике касарне ЈНА у Хрватској, и бројне мање објекте, укључујући граничне пунктове и складишта оружја и муниције. Блокада је приморала ЈНА да измени своје планове у кампањи у Хрватској како би се прилагодила новонасталој ситуацији. Неколико објеката ЈНА нападнуто је од стране ЗНГ-а пре него што је блокада званично одобрена, углавном као одговор на локалне борбене ситуације. Први такав инцидент био је неуспели напад на касарну ЈНА у Сињу 25. августа, као одговор на погоршање положаја ЗНГ-а у оближњем селу Кијево. 3. септембра, ЗНГ је заузео касарну у Сисаку, а 13. септембра складиште оружја у области Госпића је заузето усред борби за контролу града. У мају је заплењено 21 М-84АБ тенкова у фабрици Ђуро Ђаковић. Тенкови су били намењени за испоруку Кувајту, али је део пошиљке задржала Хрватска. Воз који је превозио оружје ЈНА из Словеније у Србију заплењен је у Славонском Броду 21. августа. ЗНГ је тамо запленио своје прво противваздушно, противоклопно оружје и артиљеријске комаде, уз додавање мале количине минобацача. Снаге ЗНГ-а које су опседале објекте ЈНА углавном су биле састављене од локалног становништва; појачања из других градова била су релативно малобројна.

### Септембар
14. септембра — дана када је хрватским снагама наређено да блокирају објекте ЈНА, ЗНГ и полиција заузели су касарну ЈНА у Плочама, једну од неколико касарни у Госпићу, и једну у оближњем Перуšiћу. Гарнизон ЈНА у Оточцу — северно од Госпића — такође је нападнут када је ЗНГ почео да напада касарну у граду. „Сопница“ складиште ЈНА близу Загреба и гранични пункт под контролом ЈНА на мађарској граници код Питомаче заузети су истог дана. Као одговор на блокаду касарни у Вуковару, ЈНА је упутила снаге да деблокирају опсаду. Сутрадан, ЗНГ и полиција заузели су складиште ЈНА код Поповеца — западно од Загреба — и друго складиште близу Славонског Брода. Истовремено, борбе су избиле око објеката ЈНА у Вараждину, а два гранична пункта ЈНА заузета су северно од Вировитице.
16. септембра хрватске снаге су заузеле касарну ЈНА и друго складиште у Славонском Броду, као и две касарне у Огулину, док су борбе избиле око пункта ЈНА у Оштарјема. Хрватске снаге су такође заузеле ракетну базу Жрновница и складишта оружја ЈНА близу Дарувара, Оточца, Крижеваца и Вировитице. 17. септембра хрватске снаге заузеле су касарну ЈНА у Дарувару, Огулину, Чаковецу, Крижевацу, Вировитици, Пожеги, две касарне ЈНА у области Шибеник–Рогозница и једну у Вараждину. Складиште ЈНА код Загреба (Дубоки Јарак) је такође заузето. 18. септембра, још три касарне у Вараждину, једна близу Рогознице и две у Ђакову — заједно са свим преосталим објектима ЈНА у Госпићу, оближњим складиштем оружја, комуникационим центром код Гарешнице и десетинама граничних пунктова — предале су се хрватским снагама.19. септембра, још две касарне ЈНА у Вараждину и једна у Питомачи предале су се хрватским снагама, као и сви преостали објекти ЈНА у Оточцу, једна касарна код Задара и касарне у Слуњу и Пакрацу. 22. септембра, ЗНГ и полиција заузели су касарну ЈНА у Бјеловару, након чега је један официр ЈНА активирао експлозив у магацину муниције, усмртивши једанаест хрватских војника и тешко оштетивши складиште. 29. септембра, касарне ЈНА у Лудбрегу и Копривници предале су се ЗНГ-у. Истог дана, касарна код Ријеке је такође пала у хрватске руке.

### Октобар
1. октобра хрватске снаге заузеле су преостале касарне ЈНА у Вараждину, чиме је окончана опсада града. ЗНГ је такође заузео касарну у Винковцима, и складиште оружја код Карловца. 6. октобра пала је и касарна у Дугом Селу, а до средине октобра ЗНГ је успео да заузме већину преосталих објеката ЈНА у Хрватској, осим у опседнутим градовима попут Вуковара и у великим гарнизонима као што је Пула. Падом ових објеката, хрватске снаге добиле су значајне количине оружја, муниције и опреме, укључујући тенкове, артиљерију и ПВО системе.

### Новембар
Током новембра 1991. године, хрватске снаге су наставиле да заузимају преостале изоловане објекте ЈНА. 4. новембра, предала се касарна у Пули, чиме је завршено повлачење ЈНА из Истре. Средином новембра предала се и поморска база у Шибенику, а до краја месеца хрватске снаге су контролисале готово све бивше објекте ЈНА у Хрватској, осим у подручјима под контролом САО Крајине и у зони борби за Вуковар.

## Извори
Књиге
- Ahrens, Geert-Hinrich (2007). Diplomacy on the Edge: Containment of Ethnic Conflict and the Minorities Working Group of the Conferences on Yugoslavia. Washington, D.C.: Woodrow Wilson Center Press. ISBN 978-0-8018-8557-0.
- Armatta, Judith (2010). Twilight of Impunity: The War Crimes Trial of Slobodan Milosevic. Durham, North Carolina: Duke University Press. ISBN 978-0-8223-4746-0.
- Bethlehem, Daniel; Weller, Marc, ур. (1997). The 'Yugoslav' Crisis in International Law: General issues. Part 1. Cambridge, England: Cambridge University Press. ISBN 978-0-521-46304-1.
- Central Intelligence Agency, Office of Russian and European Analysis (2002). Balkan Battlegrounds: A Military History of the Yugoslav Conflict, 1990–1995. Washington, D.C.: Central Intelligence Agency. ISBN 9780160664724. OCLC 50396958.
- Eastern Europe and the Commonwealth of Independent States. London, England: Routledge. 1999. ISBN 978-1-85743-058-5.
- Hoare, Marko Attila (2010). „The War of Yugoslav Succession”.  Ур.: Ramet, Sabrina P. Central and Southeast European Politics Since 1989. Cambridge, England: Cambridge University Press. стр. 111—136. ISBN 978-1-139-48750-4.
- Kadijević, Veljko (1993). Moje viđenje raspada: vojska bez države [My view of disintegration: An army without a state] (на језику: српски). Belgrade, Yugoslavia: Politika. ISBN 978-86-7607-047-3.
- Oberschall, Anthony (2007). Conflict and Peace Building in Divided Societies: Responses to Ethnic Violence. London, England: Taylor & Francis. ISBN 978-0-203-94485-1.
- Ramet, Sabrina P. (2002). Balkan babel: the disintegration of Yugoslavia from the death of Tito to the fall of Milošević. Boulder, Colorado: Westview Press. ISBN 978-0-8133-3987-0.
- Ramet, Sabrina P. (2005). Thinking about Yugoslavia: Scholarly Debates about the Yugoslav Breakup and the Wars in Bosnia and Kosovo. Cambridge, England: Cambridge University Press. ISBN 978-0-521-61690-4.
- Ramet, Sabrina P. (2006). The Three Yugoslavias: State-Building And Legitimation, 1918–2006. Bloomington, Indiana: Indiana University Press. ISBN 978-0-253-34656-8.
- Thomas, Nigel; Mikulan, Krunislav (2006). The Yugoslav Wars (1): Slovenia & Croatia 1991–95. Oxford, England: Osprey Publishing. ISBN 978-1-84176-963-9.
- Trbovich, Ana S. (2008). A Legal Geography of Yugoslavia's Disintegration. Oxford, England: Oxford University Press. ISBN 978-0-19-533343-5.

Чланци из научних часописа
- Brigović, Ivan (октобар 2011). „Odlazak Jugoslavenske narodne armije s područja Zadra, Šibenika i Splita krajem 1991. i početkom 1992. godine” [Departure of the Yugoslav People's Army from the area of Zadar, Šibenik and Split in late 1991 and early 1992]. Journal of Contemporary History (на језику: хрватски). Croatian Institute of History. 43 (2): 415—452. ISSN 0590-9597.
- Jelavić, Ante (октобар 2010). „Međunarodni oružani sukobi na moru” [International armed conflicts at sea]. Naše more, Journal of marine science and technology (на језику: хрватски). University of Dubrovnik. 57 (3–4): 170—178. ISSN 0469-6255.
- Hrastović, Ivica (децембар 2006). „Zauzimanje vojarni JNA u Varaždinu i predaja 32. varaždinskog korpusa JNA” [Capture of the JNA barracks in Varaždin and surrender of the 32nd Varaždin Corps of the JNA]. Polemos: Journal of Interdisciplinary Research on War and Peace (на језику: хрватски). Croatian Sociological Association and Jesenski & Turk Publishing House. 9 (18): 119—135. ISSN 1331-5595.
- Karaula, Željko (јун 2007). „Osvajanje vojarne JNA "Božidar Adžija" u Bjelovaru 1991. godine” [Capture of "Božidar Adžija" JNA barracks in Bjelovar in 1991]. Journal of Contemporary History (на језику: хрватски). Croatian Institute of History. 39 (1): 7—24. ISSN 0590-9597.
- Lisičak, Adrijan (јун 2010). „Oslobađanje vojnih skladišta JNA u Sesvetama 1991.” [Liberation of Yugoslav People's Army depots in Sesvete, 1991]. Polemos: Journal of Interdisciplinary Research on War and Peace (на језику: хрватски). Croatian Sociological Association and Jesenski & Turk Publishing House. 13 (25): 77—92. ISSN 1331-5595.
- Marijan, Davor (октобар 2002). „Bitka za Vukovar 1991.” [Battle of Vukovar, 1991]. Scrinia Slavonica (на језику: хрватски). Croatian Historical Institute – Department of History of Slavonia, Srijem and Baranja. 2 (1): 367—402. ISSN 1332-4853.
- Marijan, Davor (децембар 2003). „"Jedinstvo" – Posljednji ustroj JNA” ["Unity" – The last order of battle of the JNA]. Polemos: Journal of Interdisciplinary Research on War and Peace (на језику: хрватски). Croatian Sociological Association and Jesenski & Turk Publishing House. 6 (11–12): 11—47. ISSN 1331-5595.
- Marijan, Davor (децембар 2005). „Agression [sic] of The Yugoslav People's Army on the Republic of Croatia 1990–1992”. Review of Croatian History. Croatian Institute of History. 1 (1): 295—318. ISSN 1845-4380.
- Marijan, Davor (децембар 2006). „Djelovanje JNA i pobunjenih Srba u Lici 1990. – 1992. godine” [Activities of the JNA and rebel Serbs in Lika in 1990–1992]. The Review of Senj (на језику: хрватски). City Museum Senj – Senj Museum Society. 33 (1): 217—241. ISSN 0582-673X.
- Marijan, Davor (октобар 2011). „"Slučaj" Logorište” [Logorište Case]. Journal of Contemporary History (на језику: хрватски). Croatian Institute of History. 43 (2): 453—480. ISSN 0590-9597.
- Marijan, Davor (мај 2012). „The Sarajevo Ceasefire – Realism or strategic error by the Croatian leadership?”. Review of Croatian History. Croatian Institute of History. 7 (1): 103—123. ISSN 1845-4380.
- Miškulin, Ivica (септембар 2005). „Iz života 122. brigade Hrvatske vojske 1991.-1993.” [From the life of the 122nd Brigade of the Croatian Army 1991–1993]. Scrinia Slavonica (на језику: хрватски). Croatian Historical Institute – Department of History of Slavonia, Srijem and Baranja. 5 (1): 338—365. ISSN 1332-4853.
- Sadkovich, James J. (јун 2008). „Franjo Tuđman i problem stvaranja hrvatske države” [Franjo Tuđman and the problem of creating a Croatian State]. Journal of Contemporary History (на језику: хрватски). Croatian Institute of History. 40 (1): 177—194. ISSN 0590-9597.
- Škvorc, Đuro (фебруар 2010). „Zapadna Slavonija uoči i u Domovinskom ratu do studenoga 1991. godine” [Western Slavonia on the eve of and in the Croatian War of Independence, till November 1991]. Cris: Journal of the Historical Society of Križevci (на језику: хрватски). The Historical Society of Križevci. 11 (1): 116—126. ISSN 1332-2567.

Вести
- Bellamy, Christopher (10. 10. 1992). „Croatia built 'web of contacts' to evade weapons embargo”. The Independent. Архивирано из оригинала 10. 11. 2012. г.
- Bognar, Karolina; Kovačević, Marija; Vanić, Dunja; Ravlić, Marija; Vukas, Irena; Kovačević, Marin (16. 9. 2011). „Mala, ali značajna bitka” [Small, but significant battle]. Posavska Hrvatska (на језику: хрватски). Архивирано из оригинала 2. 12. 2013. г.
- Dimitrič, Milovan; Moravček, Goran (14. 10. 1991). „Težavna pot konvoja s pomočjo v Vukovar” [Hard road ahead of the relief convoy for Vukovar] (PDF). Delo (на језику: словеначки). Архивирано (PDF) из оригинала 2. 12. 2013. г.
- Engelberg, Stephen (3. 3. 1991). „Belgrade Sends Troops to Croatia Town”. The New York Times. Архивирано из оригинала 2. 10. 2013. г.
- Flego, Miroslav (10. 5. 2011). „General Vlado Trifunović će pravdu potražiti i u Hrvatskoj” [General Vlado Trifunović will seek justice in Croatia too]. Večernji list (на језику: хрватски). Архивирано из оригинала 6. 12. 2013. г.
- Galić, Cristian Bruno (15. 12. 2012). „Prije točno 21 godine Pulu napustila jugo-vojska” [Yugo-army left Pula 21 years ago to the day]. Glas Istre (на језику: хрватски). Архивирано из оригинала 2. 12. 2013. г.
- Jurica Turk, Varina (23. 11. 2011). „Igra na "Male Bare" II” [Male Bare games II]. Dubrovački list. Архивирано из оригинала 8. 10. 2013. г.
- Kirlan, Zvonimir (18. 2. 2007). „Gregurić Miloviću: JNA neće tenkove upotrijebiti protiv vlastitoga naroda” [Gregurić to Milović: JNA will not use tanks against its own people]. Slobodna Dalmacija (на језику: хрватски). Архивирано из оригинала 22. 7. 2009. г.
- Klarica, Siniša (23. 9. 2011). „Zauzimanjem vojarni spriječen pakleni plan JNA da u Zadar uđu tenkovskim snagama” [Capture of the barracks foiled JNA's deadly plan to enter Zadar with tanks]. Zadarski list (на језику: хрватски). Архивирано из оригинала 25. 8. 2013. г.
- Lepan, Suzana (17. 11. 2008). „Osječku katedralu gađali za gajbu piva” [Osijek cathedral shot at for a case of beer]. Jutarnji list (на језику: хрватски). Архивирано из оригинала 2. 12. 2013. г. Приступљено 23. 5. 2013.
- Marinković, Ernest (14. 5. 2010). „Čovjek čiji je neposluh spasio Rijeku” [Man whose disobedience saved Rijeka] (на језику: хрватски). Novosti. Архивирано из оригинала 27. 9. 2012. г.
- Marčinković, Darko (15. 11. 2010). „Jure Šimić, osumnjičen za ratni zločin, branit će se sa slobode” [Jure Šimić, suspected of a war crime, will stand trial on bail]. Večernji list (на језику: хрватски). Архивирано из оригинала 6. 12. 2013. г.
- Milekic, Sven (17. 1. 2017). „Yugoslav General Who Staged Croatia Retreat Dies”. Balkan Insight. Архивирано из оригинала 27. 4. 2021. г.
- Marković, Marko (15. 9. 2000). „Orešković i Norac zaslužni što Gospić danas nije Teslingrad!” [Orešković and Norac take credit that Gospić is not called Teslingrad today]. Slobodna Dalmacija (на језику: хрватски). Архивирано из оригинала 25. 9. 2010. г.
- Ogurlić, Dragan (14. 10. 2006). „Osvajanje vojarni u Rijeci” [Conquest of barracks in Rijeka]. Novi list (на језику: хрватски). Архивирано из оригинала (PDF) 2. 12. 2013. г.
- Pašalić, Davor (21. 10. 2003). „Htjeli su da poginem da dokažu da su Hrvati genocidni” [They wanted me to get killed to prove that Croats are genocidal]. Nacional (на језику: хрватски). Архивирано из оригинала 17. 7. 2012. г.
- Paštar, Toni (25. 8. 2010). „Vijenci, svijeće i molitve u Sinju i Vrlici za poginule branitelje” [Wreaths, candles and prayers for dead in Sinj and Vrlika]. Slobodna Dalmacija (на језику: хрватски). Архивирано из оригинала 19. 10. 2012. г.
- Paštar, Toni (16. 1. 2012). „Snažno uporište JNA” [Strong JNA base]. Slobodna Dalmacija (на језику: хрватски). Архивирано из оригинала 6. 3. 2012. г.
- Perica, Silvana. „20 godina od priznanja – otkrivamo nepoznate detalje novije povijesti” [20 years since recognition – we reveal unknown details of the recent history]. Večernji list (на језику: хрватски). Архивирано из оригинала 6. 12. 2013. г.
- Prša, Dražen (17. 9. 2012). „Na današnji dan osvojena vojarna u Otočcu” [Anniversary of Otočac barracks capture] (на језику: хрватски). Lika online daily e-newspaper. Архивирано из оригинала 17. 10. 2012. г.
- „Današnji 13. studeni, dan je grada Jastrebarskog!” [Today, 13 November, is the day of the city of Jastrebarsko!] (на језику: хрватски). Radio Jaska. 13. 11. 2010. Архивирано из оригинала 2. 12. 2013. г.
- „Obilježen Dan pobjede nad JNA u Našicama” [Victory day over the JNA marked in Našice] (на језику: хрватски). Radio Našice. 22. 9. 2008. Архивирано из оригинала 2. 12. 2013. г.
- Raić Knežević, Ana (6. 7. 2012). „Skupa pravda: Sud mora platiti milijun kuna za 12 godina dug proces” [Expensive justice: The court ordered to pay a million Kuna for 12-years-long trial]. Novi list (на језику: хрватски). Архивирано из оригинала 22. 8. 2012. г.
- Skočibušić, Kristijan (9. 4. 2013). „General bivše JNA Vladimir Trifunović traži novo suđenje” [Former JNA General Vladimir Trifunović seeks new trial]. Večernji list (на језику: хрватски). Архивирано из оригинала 2. 12. 2013. г.
- Sudetic, Chuck (2. 4. 1991). „Rebel Serbs Complicate Rift on Yugoslav Unity”. The New York Times. Архивирано из оригинала 2. 10. 2013. г.
- Šunjić, Ante (14. 9. 2010). „Dan kada je osvojena prva vojarna u Hrvatskoj” [The day when the first barracks in Croatia were captured]. Slobodna Dalmacija (на језику: хрватски). Архивирано из оригинала 2. 12. 2013. г.
- „Roads Sealed as Yugoslav Unrest Mounts”. The New York Times. Reuters. 19. 8. 1990. Архивирано из оригинала 21. 9. 2013. г.
- „Serbian Troops Pull Out of Croatian Barracks”. The New York Times. 30. 11. 1991. Архивирано из оригинала 2. 12. 2013. г.
- Žabec, Krešimir (28. 5. 2011). „Tus, Stipetić, Špegelj i Agotić: Dan prije opsade Vukovara Tuđman je Imri Agotiću rekao: Rata neće biti!” [Tus, Stipetić, Špegelj and Agotić: A day ahead of the siege of Vukovar, Tuđman said to Imra Agotić: There will be no war!]. Jutarnji list (на језику: хрватски). Архивирано из оригинала 21. 4. 2012. г.

Међународни, владини и невладини извори
- „17. rujna – oslobođenje vojarne "Polom" i Dan branitelja Daruvara” [17 September – liberation of "Polom" barracks and the day of the defenders of Daruvar] (на језику: хрватски). City of Daruvar. Архивирано из оригинала 5. 9. 2013. г. Приступљено 23. 5. 2013.
- „Gorski kotar upisan je zlatnim slovima” [Gorski kotar inscribed in gold] (на језику: хрватски). City of Delnice. 6. 11. 2011. Архивирано из оригинала 2. 12. 2013. г.
- „Wartime history of the factory”. Unstoppable on all terrains (PDF). Đuro Đaković. стр. 13. Архивирано (PDF) из оригинала 2. 12. 2013. г.
- „Narodna zaštita i dobrovoljački odredi” [National guard and volunteer detachments] (на језику: хрватски). City of Ogulin. Архивирано из оригинала 13. 8. 2011. г. Приступљено 23. 5. 2013.
- „Branitelji grada Siska proslavili svoj dan” [Defenders of the city of Sisak celebrate their day] (на језику: хрватски). City of Sisak. 3. 9. 2012. Архивирано из оригинала 2. 12. 2013. г.
- Nazor, Ante (октобар 2010). „Dokumenti o napadnim operacijama JNA i pobunjenih Srba u Dalmaciji 1991. (III. dio)” [Documents on offensive operations of the JNA and the rebel Serbs in Dalmatia 1991 (part 3)] (на језику: хрватски). Hrvatski vojnik. Архивирано из оригинала 30. 11. 2013. г. Приступљено 23. 5. 2013.
- Reljanović, Marijo (новембар 2001). „Hrvatska ratna mornarica u obrani Jadrana” [Croatian Navy in defence of the Adriatic] (на језику: хрватски). Hrvatski vojnik. Архивирано из оригинала 2. 10. 2013. г.
- „The Prosecutor vs. Milan Martic – Judgement” (PDF). International Criminal Tribunal for the former Yugoslavia. 12. 6. 2007.
- Vlahović, Domagoj (септембар 2011). „20. obljetnica pukovnije veze” [20th anniversary of the signals regiment] (на језику: хрватски). Hrvatski vojnik. Архивирано из оригинала 2. 12. 2013. г.